# Chelsea Marshall
Chelsea Marshall (Randolph (Vermont), 14 augustus 1986) is een Amerikaans voormalig alpineskiester. Ze nam eenmaal deel aan de Olympische Winterspelen, maar behaalde geen medaille. 

## Carrière
Marshall maakte haar wereldbekerdebuut in november 2006 tijdens de Super G in Lake Louise. Ze stond nog nooit op het podium van een wereldbekerwedstrijd.
Op de Olympische Winterspelen 2010 in Vancouver nam ze deel aan de Super G, maar ze haalde de finish van de eerste run niet. 

## Resultaten

### Wereldkampioenschappen
| Jaar | Plaats      | Resultaten                                     |
| ---- | ----------- | ---------------------------------------------- |
| 2009 | Val-d'Isère | 27e Afdaling DNS1 Super G DNS2 Supercombinatie |

### Olympische Spelen
| Jaar | Plaats    | Resultaten   |
| ---- | --------- | ------------ |
| 2010 | Vancouver | DNF1 Super G |

### Wereldbeker

#### Eindklasseringen
| Seizoen   | Algm | AD  | SG  | SC  |
| --------- | ---- | --- | --- | --- |
| 2007/2008 | 80e  | 34e | -   | 37e |
| 2008/2009 | 89e  | 39e | -   | 42e |
| 2009/2010 | 71e  | 30e | 46e | -   |
| 2010/2011 | 102e | 36e | 43e | -   |
| 2011/2012 | 114e | 47e | -   | -   |